# 古斯塔夫·勒格雷
让-巴蒂斯塔·古斯塔夫·勒格雷（法語：Jean-Baptiste Gustave Le Gray，發音：[ʒɑ̃ batist ɡystav lə gʁɛ]；1820年8月20日—1884年7月30日）被譽為十九世紀最重要的法國攝影師，由於他當時在攝影這一尚屬新興媒介技術的創新，加之在19世紀50年代，向許多重要的法國攝影師傳授攝影技術，以及他為攝影的圖像製作帶來了非凡的想像力。

## 生平
古斯塔夫·勒格雷1820年出生於巴黎郊區的商人家庭，雖早期於巴黎保羅·德拉羅什的工作室學習繪畫，但他在新興的攝影媒材上留下了自己的歷史印記。
1843年起，他主要生活在義大利，與一位羅馬的女子結婚，並於1847年和她一起回到巴黎，也是在這一年製作了他的第一張達蓋爾攝影版，他試圖以繪畫為職業，但之後作為攝影家與攝影教師更為成功。1848年首次嘗試了紙質攝影，他也是在法國率先使用紙基底片的攝影師之一，而此年他的攝影作品在工業博覽會中獲獎，並在巴黎北方近郊Porte de Clichy開設攝影工作室。1850年，他實驗了在玻璃底片上使用火棉膠的技術，能夠進一步提高圖像的清晰度。勒格雷的第一篇論文於1850年出版，其中大膽而精準地斷言「攝影的整個未來都在紙上」，因此他之後的改良心力便投入於紙基攝影的技術，之間開發了一種蠟紙底片（乾蠟紙工藝, dry waxedpaper process），可以在紙上製作出更清晰、半色調更完美的照片， 其透過在相紙上蠟，以及預先浸泡處理，加強了紙基相紙對感光乳劑的化學反應，將其感光性從原先的一天左右延長到數天，以利底片能夠彈性運用（例如遠征或是考察）。 他1850年代中期在楓丹白露森林中拍攝的照片代表了他在這個技術和攝影視野的臻熟。
1851年，除了加入法國攝影協會，為創始成員之一；他也與爱德华·巴尔杜斯和伊波利特·巴亚尔等人一起成為了「日光測量委員會」工作的首批五位攝影師之一，這是一個由政府資助的委員會，負責記錄法國重要紀念碑和建築的維護狀況。這些年更透過肖像畫、楓丹白露森林景觀、和巴黎風光的拍攝成果以及攝影技術的相關寫作建立了自己的名聲。  他因為先進的紙上攝影技術知識以及已取得的重要性進展，使他能夠從成為上流社會時尚愛好的攝影熱情中獲益，因此，他的客層多為富裕業餘藝術愛好者。
1855年秋天，他帶著來自de Briges侯爵的10萬法郎資本，成立了「古斯塔夫·勒格雷公司」（Gustave Le Gray et Cie），並在嘉布遣大道35號開設了一家裝潢豪華的肖像工作室。1857年，工作室收到了拿破崙三世的委託，為其拍攝的肖像照成為了第一張國家元首的官方肖像，也成為了君王家庭的官方攝影師，極負盛名。儘管有著這些輝煌的經歷，勒格雷在1860年由於工作室的財務管理不善而欠下了巨額債務；同年5月，勒格雷解散了自己的生意後離開法國，拋妻棄子、逃離債權人，並跟隨作家大仲馬一起遊歷地中海，但兩人很快便分道揚鑣。於1861年冬天抵達埃及，在那裡成為了一名繪畫教師，並於1884年在羅馬去世，期間皆未回過巴黎。

## 攝影

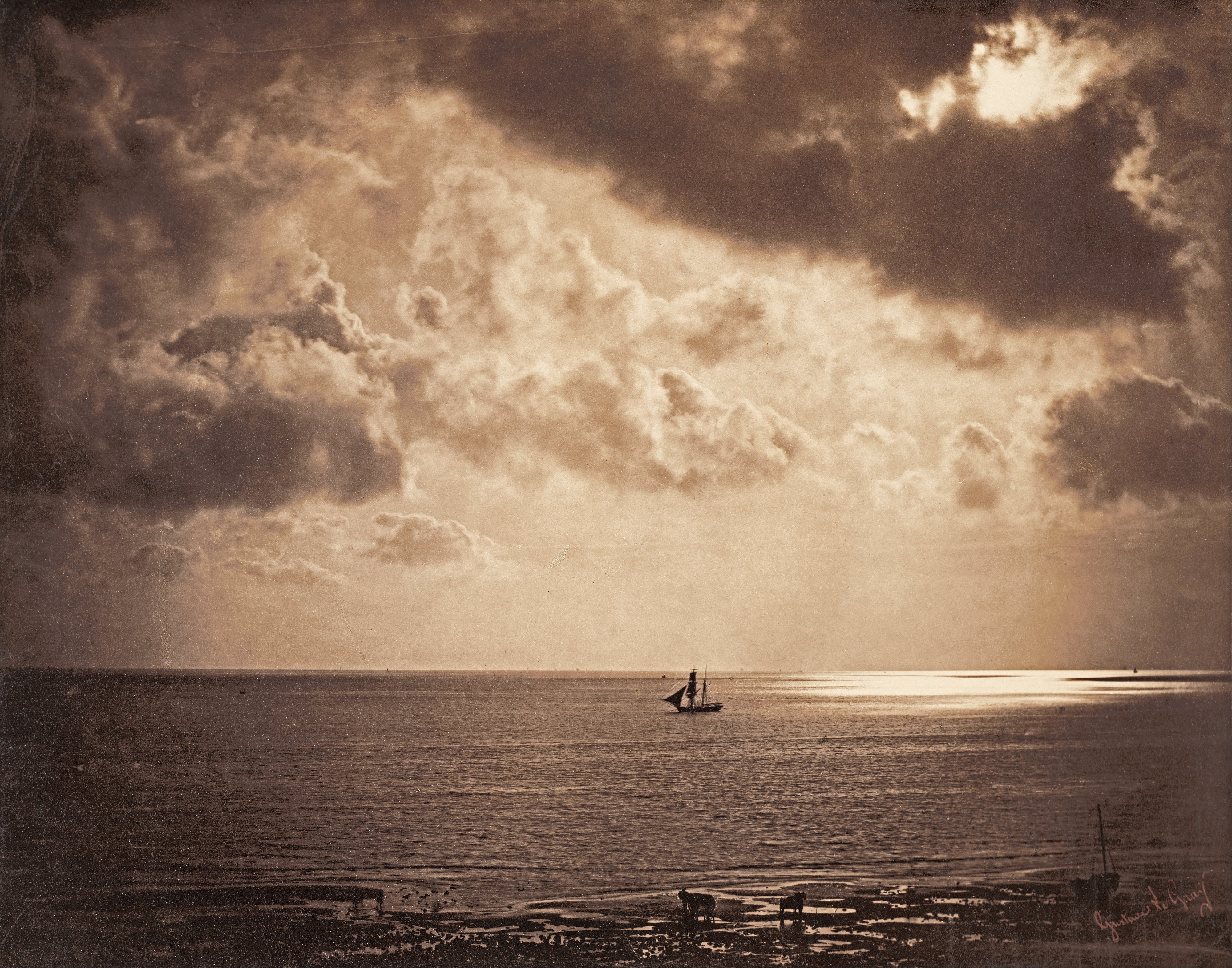
Gustave Le Gray, Brig upon the Water,1856.

勒格雷的海景攝影（主要為1856年至1858年間於諾曼底海岸和地中海所拍攝），稱得上是十九世紀的攝影傑作之一，不同當時多數人因技術限制所拍出的死白天空，他透過謹慎的曝光和合成印曬，製作了帶有一望無際、天空充滿高聳雲層的壯麗海景，這系列攝影使其在當時極為引人注目。
這題材的照片中能夠看到，他將相機對著太陽進行長時間的曝光所多取得的多雲層天空，以及使用高速快門所捕捉的浪花。從當時的技術上來說，幾乎不可能同時記錄下如此多樣的現象。因此能夠推斷，他極有可能將兩張負片合併成一張照片，藉著精湛的疊放技術，將令人懷疑是否反映相同時間的上下兩部分，巧妙結合。這個神奇的超現實手法，也預見到了現代攝影的蒙太奇技術。

## 影響
除了在攝影技術的改革，勒格雷也是攝影發明後，首先關注攝影其藝術性與藝術語言的攝影師之一。 
在1852年出版的論文中，勒格雷寫道：「我最深切的願望是，攝影，它不屬於工業、商業的領域，而是列屬於藝術之中，這是它唯一、真正的位置，我將永遠朝著這個方向努力引導它。致力於推動攝影發展的人，要把這個觀念牢牢地建立在自己的腦海中。」 為此，他建立的攝影工作室更給予了攝影的指導教學，他的學生中不乏聲名遠播的攝影師，包括夏尔·内格尔、亨利·勒塞克、納達爾 (攝影家)……等人，他們跟隨著勒格雷的思想，將攝影推崇為一種藝術表達方式，而不是視為科學方法那樣，讓影像單純只作為真實的記錄工具。
西爾維·奧伯納斯（Sylvie Aubenas）於對勒格雷的研究中寫道：「在第二帝國下，攝影世界的形成中，甚至是將攝影提升到藝術層級的歷史中，勒格雷作為身處藝術、科學、商業和權力交叉路口的核心人物，他提供了一個超越個人，且引起歷史與藝術質問的框架，其中最重要的便是攝影的風格問題，既包括了技術，也包括了美學的注入。」